# Max von Schenckendorff
Max von Schenckendorff est un général allemand né le 24 février 1875 à Prenzlau et mort le 6 juillet 1943 à Karpacz. Il a été commandant de la zone arrière du groupe centre de la Wehrmacht pendant l'invasion de l'URSS de juin 1941 jusqu'à sa mort en 1943. Il est connu pour avoir organisé en septembre 1941 la conférence de Moguilev sur les partisans qui aboutira à l'extension de la destruction générale des Juifs sur le front de l'Est.

## Biographie
Son père Albert von Schenckendorff (de) est officier dans le 64e régiment d'infanterie, en dernier lieu en tant que colonel et commandant. Max von Schenckendorff est formé dans le corps des cadets prussiens et préparé à une carrière d'officier. Le 17 mars 1894, Max von Schenckendorff s'engage comme lieutenant dans le 47e régiment d'infanterie à Posen.
Il meurt le 6 juillet 1943 d'une crise cardiaque alors qu'il prenait des vacances dans les Monts des Géants, dans les Sudètes.

## Conférence de Moguilev
Le 24 septembre 1941 des officiers supérieurs de la SS tels Erich von dem Bach-Zelewski, Arthur Nebe et Hermann Fegelein rencontrèrent à Moguilev une soixantaine d'officiers de la zone arrière du groupe centre de la Wehrmacht. Ils adoptent un même principe un même mot d'ordre pour toutes les unités de combat : « là où se trouve le partisan se trouve le Juif, là où se trouve le Juif se trouve le partisan ». Max von Schenckendorff donne pour instruction à ses officiers que les femmes, les personnes agées et les adolescents faussement moins suspects ne devaient pas être épargnés. Le général Gustav von Mauchenheim genannt Bechtolsheim (de) commandant de la 707e division d'infanterie renchérit: « Les Juifs comme vecteurs du communisme et du bolchévisme sont notre ennemi mortel; ils doivent être détruits. Il n'y a pas un seul soldat allemand qui doute que la conquête bolchévique de toute l'Europe se traduira par le massacre de tous les Allemands par les Juifs »

### Bibliograhie
- Christian Baecher, Guerre et exterminations à l'est, Paris, Tallandier, 2012 (ISBN 9791021043336)